# Tymowa (województwo małopolskie)

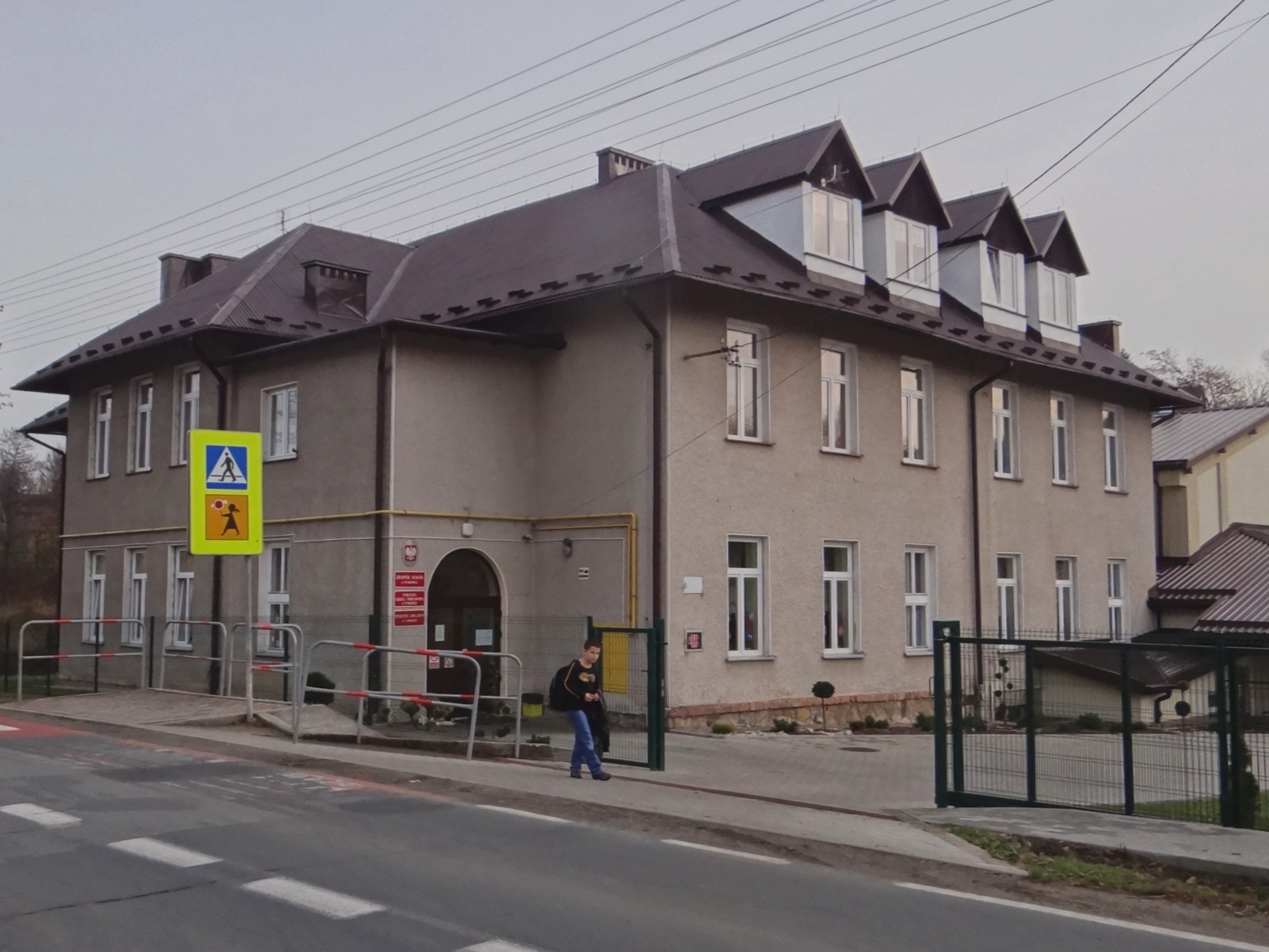
Zespół szkół w Tymowej

Tymowa – wieś w Polsce położona w województwie małopolskim, w powiecie brzeskim, w gminie Czchów.
W latach 1975–1998 miejscowość położona była w województwie tarnowskim. Integralne części miejscowości: Góry, Granice, Nagórze, Zadebrze, Zalesie, Zeliny.

## Historia
Pierwszą wzmiankę o wsi Tymowa spotykamy u Jana Długosza w 1215 roku. Jest to wzmianka o wiosce, a nie parafii, która prawdopodobnie w tym czasie jeszcze nie istniała.
"Wincenty Kadłubek biskup krakowski, chcąc słynny i znakomity kościół krakowski za czasów swego biskupstwa świetniejszym jeszcze uczynić, naznaczył mu na codzienne potrzeby i wieczystym nadaniem odkazał jedenaście dziesięcin snopowych i siedem pieniężnych na wsiach koło miasteczka Czchowa położonych, a do stanu biskupiego należących. Żeby zaś nikt nie czynił wątpliwości, które to wsie do rzeczowych dziesięcin są obowiązane, wymieniam tu ich nazwiska: Gnojnik, Gothprzidowa, Tymowa i (....)".
Tymowa istniała przed 1215 i należała do dóbr biskupa krakowskiego, który w owym roku oddał ją kapitule krakowskiej jako dziesięcinę snopową. Długosz opisuje Tymową jeszcze dwa razy: "Naprzód powiada, że Wola Tymona, lub Tymowa, własność Nanayka Wielogłowskiego, miała 22 łany kmiece, sołtystwo i karczmę z rolą; powtórnie zaś, że było to 20 łanów kmiecych płacących dziesięciny wartości 15 do 20 grzywien kapitule krakowskiej. Sołtys z dwóch łanów dawał dziesięcinę wartości 2 grzywien proboszczowi."
W 1581 r. części wsi należały do: Jerzego, Kaspra i Wojciecha Wielgłowskich i Jana Jordana. We wszystkich częściach było 11 łanów kmiecych, 12 zagród z rolą, 5 zagród bez roli, 6 komór bez bydła oraz 9 ½ prętów roli.

## Zabytki
Obiekty wpisane do rejestru zabytków nieruchomych województwa małopolskiego.
- cmentarz wojenny nr 298 z I wojny światowej,
- kościół parafialny pw. św. Mikołaja oraz dzwonnica.

Parafia powstała przypuszczalnie w 2. poł. XIII w. Pierwsza wzmianka pochodzi dopiero z 1325 roku. W Słowniku geograficznym Królestwa Polskiego i innych krajów słowiańskich, znajdujemy jednak notę o wcześniejszym istnieniu tu świątyni: "Kościół drewniany, niewiadomej erekcyi, konsekrowany 1277 r. posiada metryki dopiero od r. 1784". Obecny kościół został zbudowany w 1764 r., a następnie w 1913 powiększony przez przedłużenie prezbiterium według projektu architekta Zygmunta Hendla. Jest to kościół barokowy, drewniany, konstrukcji zrębowej, oszalowany. Trójnawowy, z węższym prezbiterium zamkniętym trójbocznie, przy którym przybudowane zostały zakrystia i skarbiec. Przy nawie od południa i zachodu niewielkie kruchty. Prezbiterium i nawa główna nakryte stropami płaskimi, w nawach kolebkowe odcinki wsparte na słupach. Otwór tęczy o łuku spłaszczonym z belką o ozdobnym wykroju. Na zewnątrz wokół ścian nawy otwarte soboty wsparte na profilowanych słupach, pomiędzy którymi nadwieszone dwułucza ze zwisami pośrodku. Dachy nad nawą i prezbiterium dwuspadowe, nad przybudówkami przy prezbiterium i sobotami pulpitowe. Nad nawą wieżyczka na sygnaturkę o barokowym kształcie z latarnią. Na drzwiach stare okucia ozdobne w typie gotyckim. Polichromia figuralna i ornamentalna z 1913. Ołtarz główny z 2. poł. XVIII w. z bramkami po bokach, w nim obrazy: w polu głównym św. Mikołaj, barokowy z XVIII w., w zwieńczeniu Święta Trójca, a w antependium św. Mikołaj ratujący skazańców, malowany na desce, barokowy. Ołtarze boczne z 2. poł. XVIII w. oraz jeden klasycystyczny XIX w., w nich obrazy: św. Anna, barokowy z 1769, św. Antoni, Matka Boska Bolesna, Chrystus Bolesny; wszystkie barokowe z 2. poł. XVIII w. Chrzcielnica kamienna, barokowa z XVIII wieku. Ambona rokokowa z obrazem św. Jana Chrzciciela z 1766 roku. Prospekt organowy rokokowy 2. poł. XVIII w. Kropielnica marmurowa z emblematem karmelitów, barokowa z XVII w., zapewne przeniesiona ze zburzonego kościoła karmelitów w Nowym Wiśniczu. Obraz św. Jana Nepomucena, barokowy z 1768 r. sygnowany: Andrzej Ryflarz. Rzeźbiona Grupa Ukrzyżowania na tęczy, rokokowa z 2. poł. XVIII w. W Muzeum Narodowym w Krakowie znajduje się pochodzący z kościoła w Tymowej obraz wykonany w warsztacie Marcina Czarnego, przedstawiający świętych: Mikołaja, Andrzeja i Katarzynę. Dzwonnica – wolnostojąca, murowana, otynkowana. Wzniesiona na przeł. XIX/XX w. w kształcie arkady na zawieszenie dzwonów. Trzy dzwony odlane w 1926 roku.

## Inne zabytki
Dwór – murowany, parterowy, szerokofrontowy, częściowo podpiwniczony. Obecnie mieści się tu siedziba Leśnictwa Tymowa oraz mieszkanie leśniczego. Zachował się drewniany spichlerz z poł. XIX wieku.

## We wsi urodzili się
- W 1895 Michał Barwiołek – działacz niepodległościowy, uczestnik I wojny światowej i wojny polsko-bolszewickiej, chorąży Wojska Polskiego, kawaler Orderu Virtuti Militari i ofiara zbrodni katyńskiej[15];
- W 1924 Roman Rakowski – oficer AK, uczestnik II wojny światowej, komandor Marynarki Wojennej RP, kawaler Orderu Virtuti Militari, ofiara represji stalinowskich, działacz kombatancki w III RP[16].